# Central nuclear de Sayago
La central nuclear de Moral de Sayago fue una central nuclear que no llegó a ser puesta en funcionamiento, situada en la localidad zamorana de Moral de Sayago, en (España), a orillas del río Duero. 
El proyecto se inició en noviembre de 1973 con la firma de los primeros documentos entre el ayuntamiento de la pequeña localidad zamorana y la empresa Iberduero. A finales de la década de los 70 las obras comenzaron a ejecutarse, pero la llegada del PSOE al poder en 1982 y la consiguiente moratoria nuclear en 1984 paralizaron de manera definitiva dichas obras.